# Narthecius oregonensis
Narthecius oregonensis är en skalbaggsart som beskrevs av Hatch 1961. Narthecius oregonensis ingår i släktet Narthecius och familjen ritsplattbaggar. Inga underarter finns listade i Catalogue of Life.